# Глобальна модель каскадів
Глобальна модель каскадів являє собою клас моделей, спрямованих на моделювання великих та рідкісних каскадів, що запускають зовнішні збурення, які є відносно невеликими порівняно з розмірами системи. Таке явище зустрічається в різних системах, таких як інформаційні каскади в соціальних системах, про крах фондового ринку в економічних системах, і каскадні відключення у фізиці інфраструктури.

## Опис моделі
Для опису і розуміння глобальних каскадів, мережева порогова модель була запропонована Дж. Дункан Уоттс у 2002 році. Модель мотивовано розглядає населення осіб, які повинні вибрати рішення між двома альтернативами, і їхній вибір залежить явно від станів або вибору інших людей. Модель передбачає, що людина буде приймати нову окрему думку (продукт або стан), якщо порогова частка його/її сусідів прийняли нову, інакше він буде тримати свій первісний стан. Щоб запустити модель, новий погляд будуть випадковим чином розподілені між мала частина людей в мережі. Якщо фракція задовольняє певній умові, великий каскади можуть бути викликані. Явище фазового переходу спостерігається: коли мережі міжособистісного впливу ріденькі, Розмір каскадів має степеневий закон розподілу, найбільш сильно пов'язані вузли мають вирішальне значення в ініціації каскаду, і якщо мережа порівняно густа, розподіл показує бімодальну форму, в якій вузли середнього ступеня показують більше значення, виступаючи як тригери.
Several generalizations of the Watt's threshold model have been proposed and analyzed in the following years. For example, the original model has been combined with independent interaction models to provide a generalized model of social contagion, which classifies the behavior of the system into three universal classes. It has also been generalized on modular networks degree-correlated networks and to networks with tunable clustering. The role of the initiators has also been studied recently, shows that different initiator would influence the size of the cascades.

## Глобальна умова каскадів
Для отримання точних вхідних даних оригінальної моделі каскаду, може бути застосована генеративна функція у такий спосіб. Генеративна функція для вразливих вузлів у мережі:
{\displaystyle G_{0}(x)=\sum _{k}\rho _{k}p_{k}x^{k},}
where pk is the probability a node has degree k, and 
{\displaystyle \rho _{k}={\begin{cases}1&k=0\\\int _{0}^{1/k}f(\chi )\,d\chi &k>0\\\end{cases}}}
і Ф — розподіл граничного значення частки осіб. Середня вразливих Розмір кластера може бути отримана як:
{\displaystyle \langle n\rangle =G_{0}(1)+{\frac {G_{0}'(1)^{2}}{z-G_{0}''(1)}}}
де з — середній ступінь мережі. Глобальні каскади виникають, коли середній вразливих Розмір кластера <н> розходиться
{\displaystyle G_{0}''(1)=\sum _{k}k(k-1)\rho _{k}p_{k}=z}
Рівняння може бути інтерпретовано як: коли {\displaystyle G_{0}''(1)<z}, кластери в мережу невеликих, так і глобальних каскадів не буде, оскільки ранні послідовники виділяють у системі, тому досить імпульс не може бути створений. Коли {\displaystyle G_{0}''(1)>z}, типовий Розмір кластера вразливих нескінченна, що передбачає наявність глобальних каскадів.

## Відносини з іншими моделями зарази
Модель враховує зміну стану індивідів у різних системах, який належить до класу великих проблем зарази. Проте він відрізняється від інших моделей у кількох аспектах: у порівнянні з 1) епідемія модель: де зараза подій між окремими парами є незалежними, ефект один заражений сайт надає на індивіда залежить від людини інших сусідів у запропонованій моделі. На відміну від 2) моделей перколяції або самоорганізованої критичності, поріг не виражається як абсолютне число «заражених» сусіди навколо індивіда, замість відповідної частки сусідів обраний. Воно також відрізняється від 3) випадкові поля, модель ізінга і більшість виборців моделі, які часто аналізуються на регулярної решітки, тут, однак гетерогенність мережі відіграє важливу роль.